# Claudio Segovia
Claudio Gastón Segovia (Buenos Aires, 31 agosto 1933) è un regista teatrale, costumista e scenografo argentino.

## Biografia
Nato e cresciuto a Buenos Aires, Claudio Segovia studiò scenografia all'Escuela Superior de Bellas Artes de la Nación Ernesto de la Cárcova. Prolifico creatore e produttore di spettacoli di danza latinoamericana, ottenne il successo internazionale nel 1983 con lo spettacolo Tango Argentino, debuttato a Parigi e riproposto in diversi Paesi, tra cui gli Stati Uniti. Per Tango Argentino ricevette una candidatura al Tony Award alla miglior regia di un musical, mentre per lo spettacolo Black and Blue ottenne altre tre candidature ai Tony Award nel 1989: migliori scenografie, miglior regia di un musical e migliori costumi, vincendo quest'ultimo premio.